# Trafford
O Distrito Metropolitano de Trafford é um distrito metropolitano do condado de Grande Manchester, Inglaterra. Tem a população de aproximadamente 211.800 pessoas, abrange 41 milhas quadradas (106 km²), e inclui as cidades de Altrincham, Partington, Sale, Stretford e Urmston.

O distrito foi formado em 1 de abril de 1974 como parte da Ata do Governo Local de 1972. Trafford é a sede do Manchester United FC, Lancashire County Cricket Club e Manchester Phoenix e do falido Sale Sharks, além de ser a cidade do Estádio Old Trafford, e também onde nasceu Ian Curtis, vocalista da banda Joy Division e de Morrissey, da banda The Smiths.

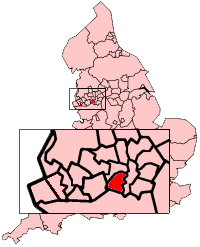
Localização de Trafford na Inglaterra